# Jumprava (Band)
Jumprava ist eine 1984 in Riga gegründete Band. Sie wird als „lettische Depeche Mode“ bezeichnet.

## Geschichte
Im April 1984 wurde die Band mit den vier Mitgliedern Ainārs Ašmanis, Māris Jurjāns, Ainārs Vilde und Antonija Breidaka gegründet. Im Sommer des gleichen Jahres kamen Hermanis Kaminskis, Ingus Ulmanis, Aigars Votišķis und Aigars Grāvers hinzu. Noch im Gründungsjahr verließen Vilde und Breidaka die Band. Durch die neue Besetzung wurde 1985 das erste Album No tēvu zemes („Aus dem Vaterland“) eingespielt. Mit den Liedern Par rozēm („Über Rosen“) und Mākonis („Wolke“), die auch auf der Kompilation Mikrofons ‘85 enthalten sind, erlange die Band in Lettland Bekanntheit. 1986 verließen Jurjāns und Kaminskis die Band, die durch den Verlust von zwei Komponisten in eine kreative Krise stürzte. Als neue Mitglieder kamen Aigars Krēsla und Aigars Grauba hinzu, und noch im gleichen Jahr erschienen mit Prom no pilsētas („Weg aus der Stadt“) und N-tā pietura („Die N-te Station“) zwei weitere erfolgreiche Titel der Band, die auf der Kompilation Mikrofons ’86 enthalten sind. 1987 verließen Ulmanis und Voitišķis die Band, um zusammen eine eigene Band namens Lādezers zu gründen.
Die verbleibenden Bandmitglieder widmeten sich nun verstärkt der elektronischen Musik, was zu häufigen Vergleichen mit Depeche Mode führte. Mit einem dynamischeren Sound und zu einem großen Teil von Grāvers’ Mitbewohner Ritvars Dižkačs beigesteuerten Texten begann ein neues Kapitel in der Geschichte der Band. Mit Šeit lejā („Hier unten“) und den von Grauba komponierten Stücken Tālu aizgāja („Weit ging er fort“) und Ziemeļmeita („Tochter des Nordens“) war die Band erneut erfolgreich, und es wurden die zwei LPs Jumprava und Pilsēta („Stadt“) aufgenommen. Anfang 1989 verließ Grauba die Band.
1990 und 1991 gewann die Band den Wettbewerb Mikrofons mit den Liedern Baltā und Peldētājs („Schwimmer“), trennte sich jedoch im folgenden Jahr.
Obwohl die Band in der Mitte der 1990er Jahre nicht aktiv war, wurden dennoch mehrere Best-of-Alben veröffentlicht: Jumprava I-II-III-IV (MC), Jumprava 84–87 und Jumprava 88–90 (beide CDs).
1997 schloss sich die Band in der bis heute bestehenden Besetzung (Grauba, Grāvers, Krēsla und Ašmanis) erneut zusammen und wurde bei Platforma Music unter Vertrag genommen. 1998 wurde ein neues Album Laika atšķirību romance veröffentlicht, mit Titeln wie Lēna upe, Ēna („Schatten“) und Auto ’98. Für dieses Album hatte die Band mit Nataradža zusammengearbeitet, aus dessen Feder die Texte mehrerer Titel stammen.
1999 erschien das Best-of-Album Labāko dziesmu izlase. Im gleichen Jahr erhielt die Band die Jahrespreis der lettischen Musikindustrie für ihre Verdienste um die lettische Musik (Latvijas Mūzikas ierakstu gada balva par mūža ieguldījumu Latvijas mūzikas attīstībā). 2001 erschien ein weiteres Album Trajektorija; zu den Titeln Nedaudz par viņu („Ein wenig über sie“) und Ringā („Im Ring“) werden auch Videoclips produziert. Das Lied Baiga vasara („Der Sommer geht zu Ende“) war Titellied des gleichnamigen Films, für den Aigars Grauba Regie führte.
2005 folgte mit Inkarmo ein Album, für das Rolands Ūdris mehrere Lieder geschrieben hatte. Liekos dīvains, Inkarmo, Vārdi („Worte“) und Laimīgs („Glücklich“) waren im Radio zu hören, zu Stacijā („Am Bahnhof“) und Kailass wurden Videoclips produziert. Im gleichen Jahr erschien mit Labāko dziesmu izlase II daļa (1984-1990) ein Best-of-Album. Im folgenden Jahr erschienen der erste und zweite Teil des Albums als Doppelausgabe Labāko dziesmu dubultizlasē: Dzīvo silti.
Am 6. Juli 2012 gab Jumprava erstmals nach der Pause wieder ein Konzert in Ikšķile. Im gleichen Jahr erhielt die Band den Lettischen Musikrekordpreis 2012 im Bereich Radiohits.
Zum 30-jährigen Bandjubiläum erschien 2014 das Album Laiks runā („Die Zeit spricht“).

## Diskografie

### Alben
- 1985: No tēvu zemes (unveröffentlicht)
- 1988: Jumprava
- 1989: Pilsēta
- 1998: Laika atšķirību romance
- 2001: Trajektorija
- 2005: Inkarmo
- 2014: Laiks runā
- 2019: Insomnia

### Zusammenstellungen
- 1994: Jumprava I-II-III-IV
- 1995: Jumprava 84-87
- 1996: Jumprava 88-90
- 1999: Labāko dziesmu izlase
- 2005: Labāko dziesmu izlase II daļa 1984 – 1990
- 2005: Jumprava (DVD)
- 2006: Labāko dziesmu dubultizlase: Dzīvo silti!

## Musikvideos
- 1988: Vēlreiz
- 1988: Ziemeļmeita
- 2001: Nedaudz par viņu
- 2001: Ringā
- 2005: Stacijā
- 2005: Kailass